# Graninge kyrka, Stockholms stift

Graninge kyrka är en kyrkobyggnad i Stockholms stift som hör till Graninge stiftsgård och ligger inom Boo församling. Kyrkan ligger i en skogsbacke bredvid stiftsgårdens huvudbyggnad.

## Kyrkobyggnaden
När Graninge stiftsgård förvärvades fanns ingen kyrka utan gudstjänsterna firades i ett andaktsrum inrymt i huvudbyggnaden. Insamling till en kyrkobyggnad startade ganska omgående och ritningarna till kyrkan utfördes av arkitekt Nils Tesch. 1960 färdigställdes kyrkan och 4 september invigdes den av biskop Helge Ljungberg.
Kyrkorummet är orienterad i öst-västlig riktning och består av ett huvudskepp med ett lägre sidoskepp i söder. Fasaderna är rappade i gråvitt. Kyrkan har fönster mot Baggensfjärden. I kyrkan ryms cirka 250 besökare.
Klockstapeln köptes in 1947 från Waxholmsutställningen. I den hänger numera två klockor. Lillklockan är en böneklocka från 1700-talet deponerad av Klara församling i Stockholm (Ingår numera i Stockholms domkyrkoförsamling). Storklockan är gjuten av Bergholtz klockgjuteri och en gåva från gamla och unga präster på Graninge.

## Inventarier
- Altaruppsatsen färdigställdes 1977. Altartavlan är utförd av Stig Wallgren. Den är snidad i trä och målad i klara oljefärger. Dess motto är: Jag är vinträdet - I ären grenarna. (Johannes 15:5)
- Ursprungliga altartavlan är en bonad som numera hänger i sidoskeppet ovanför den kvadratiska dopfunten av gotländsk kalksten.
- Ett nytt högt altare tillkom 1998 och är placerat mitt i kyrkorummet. Nya stolar är grupperade runt om i halvcirkel.

### Orgel
- Nuvarande orgel är tillverkad 1965 av Emil Hammer i Hannover, Tyskland. Den har tio stämmor och två manualer. Orgeln är mekanisk.

| Manual I         | Manual II     | Pedal         | Koppel |
| Holzgedacht 8'   | Rohrflöte 8'  | Subbas 16´    | I/P    |
| Principal 4'     | Dulzflöte 4'  | Choralbass 4' | II/P   |
| Waldflöte 2'     | Principal 2'  |               | II/I   |
| Scharff 3-4 fach | Quinte 1 1/3' |               |        |

### Webbkällor
- Boo församling informerar